# Acanthobasidium phragmitis
 Acanthobasidium phragmitis  (syn. Aleurodiscus phragmitis) ist eine Pilzart aus der Familie der Schichtpilzverwandten (Stereaceae). Der Pilz wird auch Schilf-Mehlscheibe genannt.

## Merkmale
Die corticioiden Fruchtkörper sind sehr dünn und zart und weiß bis blass ockerbraun gefärbt. Das Hyphensystem ist monomitisch. Die generativen Hyphen sind 2–3,5 µm breit und haben Schnallen. Der Umriss ist unregelmäßig. Die Gloeozystiden sind hyalin oder enthalten wenige, ölige, gelbliche Tröpfchen. Sie sind 20–50 µm lang und 5,5–14 µm breit und zylindrisch oder perlenkettenartig eingeschnürt und an der Spitze häufig zitzenförmig. Die keuligen bis bauchigen oder an der Spitze erweiterten Acanthohyphiden sind zahlreich und messen 18–30 µm × 7–8 µm. Sie tragen, deutliche, bis zu 2,5 µm lange Auswüchse und entwickeln sich später zu Basidien. Daher wurde für sie auch der Name Acanthobasidium geprägt.
Die Basidien sind 35–40 µm lang und 9–11 µm breit und tragen 4 bis zu 12 µm lange Sterigmen. Die 11–14 µm langen und 5,5–7 µm breiten Basidiosporen sind ellipsoid und stark warzig ornamentiert.

## Artabgrenzung
Die Art kann anhand ihres Substrates, der warzigen Basidiosporen und der Acanthobasidien erkannt werden. Sehr ähnlich ist Acanthobasidium norvegicum dessen Basidien aber nur zwei Sterigmen und nur sehr wenige Auswüchse haben. Bei Acanthobasidium phragmitis sind die Auswüchse besonders im unteren Mittelteil der Basidie sehr zahlreich.

## Ökologie und Verbreitung
Der Pilz wächst auf Schilf und Bambus. Er wurde in Spanien, Frankreich, England und Argentinien nachgewiesen, wurde aber möglicherweise in anderen Ländern und auf anderen Kontinenten bisher übersehen.

## Bedeutung
Der Pilz ist ungenießbar.